# Mesithone proberotha
Mesithone proberotha là một loài côn trùng trong họ Mesithonidae thuộc bộ Neuroptera. Loài này được Makarkin miêu tả năm 1999.